# Aktioubé
Aktioubé ou Aqtöbe (en kazakh : Ақтөбе, Aqtöbe : « colline blanche ») ou Aktioubinsk (en russe : Актюбинск) est une ville du Kazakhstan et le centre administratif de l'oblys d'Aktioubé. Sa population s'élevait à 371 546 habitants en 2013.

## Géographie

### Situation géographique
La ville d'Aktioubé occupe la rive gauche de la rivière Ilek, un affluent du fleuve Oural. Elle se trouve sur un plateau situé à l'extrémité méridionale de la chaîne de montagnes de l'Oural, dont l'altitude varie entre 250 m et 400 m. La ville est entourée par la steppe. La ville d'Orenbourg se trouve à 200 km au nord-ouest d'Aktioubé.

### Climat
Aktioubé connaît un climat très continental à dégradation aride. Les précipitations sont assez faibles toute l'année, juin étant le mois le plus arrosé. Le cumul moyen annuel des précipitations est de 321 mm mais peut varier fortement d'une année sur l'autre. L'année 1944 a été l'année la plus sèche avec un cumul annuel des précipitations enregistré de seulement 81 mm. Dans ces conditions, seule une végétation de steppe peut pousser. La neige recouvre le sol en moyenne 131 jours par an de la mi-novembre à fin mars.
- Température record la plus froide : −48,5 °C (janvier 1940)
- Température record la plus chaude : 42,9 °C (août 1940)
- Nombre moyen de jours avec de la neige dans l'année : 87
- Nombre moyen de jours de pluie dans l'année : 87
- Nombre moyen de jours avec de l'orage dans l'année : 23
- Nombre moyen de jours avec blizzard dans l'année : 25
- Nombre moyen de jours avec tempête de sable dans l'année : 13

| Mois                                        | jan.       | fév.     | mars      | avril      | mai       | juin      | jui.      | août      | sep.      | oct.       | nov.     | déc.       | année      |
| ------------------------------------------- | ---------- | -------- | --------- | ---------- | --------- | --------- | --------- | --------- | --------- | ---------- | -------- | ---------- | ---------- |
| Température minimale moyenne (°C)           | −16,7      | −16,2    | −9        | 1,8        | 8,4       | 13,5      | 15,8      | 13,9      | 7,5       | 0,9        | −6,4     | −13,6      | 0          |
| Température moyenne (°C)                    | −12,5      | −11,7    | −4,6      | 7,6        | 15,6      | 21,1      | 23        | 21,2      | 14,2      | 6,1        | −3       | −9,8       | 5,6        |
| Température maximale moyenne (°C)           | −8,4       | −6,8     | 0,3       | 14,1       | 22,9      | 28,4      | 30,1      | 29        | 22        | 12,6       | 1,1      | −5,9       | 11,6       |
| Record de froid (°C) date du record         | −48,5 1940 | −45 1917 | −37 1917  | −18,9 1913 | −7,6 1969 | −0,9 1926 | 4,1 1929  | 1 1976    | −7,9 1909 | −26,3 1976 | −35 1916 | −41,5 2002 | −48,5 1940 |
| Record de chaleur (°C) date du record       | 4,5 1912   | 5,5 2016 | 23,6 2008 | 30,9 2010  | 39 1916   | 40,3 2021 | 42,2 1984 | 42,9 1940 | 38,8 2017 | 29,7 2004  | 17 2012  | 11,2 1909  | 42,9 1940  |
| Ensoleillement (h)                          | 87         | 133      | 176       | 237        | 311       | 317       | 333       | 300       | 227       | 137        | 78       | 67         | 2 403      |
| Précipitations (mm)                         | 25         | 24       | 30        | 29         | 29        | 30        | 30        | 21        | 17        | 28         | 25       | 29         | 317        |
| dont neige (cm)                             | 24         | 31       | 27        | 4          | 0         | 0         | 0         | 0         | 0         | 0          | 2        | 12         | 100        |
| Record de pluie en 24 h (mm) date du record | 22 1917    | 31 1999  | 29 1999   | 30 1971    | 33 1956   | 59 1984   | 59 2021   | 42 1985   | 37 1929   | 28 1945    | 46 1979  | 19 1969    | 59 1984    |
| Nombre de jours avec précipitations         | 3          | 2        | 4         | 10         | 13        | 12        | 11        | 10        | 10        | 10         | 8        | 4          | 97         |
| Humidité relative (%)                       | 81         | 79       | 79        | 66         | 57        | 54        | 55        | 54        | 58        | 69         | 80       | 82         | 68         |
| Nombre de jours avec neige                  | 21         | 18       | 13        | 3          | 0,2       | 0,03      | 0         | 0         | 0,1       | 4          | 13       | 20         | 92         |
| Nombre de jours d'orage                     | 0          | 0        | 0,03      | 1          | 3         | 6         | 6         | 4         | 1         | 0,03       | 0        | 0          | 21         |
| Nombre de jours avec brouillard             | 2          | 2        | 4         | 2          | 0,2       | 0,1       | 0,03      | 0,2       | 0,2       | 1          | 2        | 2          | 16         |

| Diagramme climatique                                  |             |         |           |           |            |            |          |         |           |           |             |
| J                                                     | F           | M       | A         | M         | J          | J          | A        | S       | O         | N         | D           |
| −8,4−16,725                                           | −6,8−16,224 | 0,3−930 | 14,11,829 | 22,98,429 | 28,413,530 | 30,115,830 | 2913,921 | 227,517 | 12,60,928 | 1,1−6,425 | −5,9−13,629 |
| Moyennes : • Temp. maxi et mini °C • Précipitation mm |             |         |           |           |            |            |          |         |           |           |             |

## Population

### Évolution démographique
La population a beaucoup augmenté dans les années 2000,:
| Année      | 1897  | 1959   | 1970    | 1979    | 1989,   | 1999    | 2009    | 2012    | 2021    |
| ---------- | ----- | ------ | ------- | ------- | ------- | ------- | ------- | ------- | ------- |
| Population | 2 817 | 96 680 | 149 914 | 190 569 | 252 978 | 253 088 | 345 687 | 367 391 | 512 452 |

### Composition ethnique
| Ethnie     | Membres | Taux     |
| ---------- | ------- | -------- |
| Kazakhs    | 286 672 | 73,192 % |
| Russes     | 75 242  | 19,21 %  |
| Ukrainiens | 12 694  | 3,241 %  |
| Tatars     | 6 737   | 1,72 %   |
| Allemands  | 2 431   | 0,62 %   |
| Coréens    | 1 248   | 0,318 %  |
| autres     | 6 645   | 1,696 %  |
| Total      | 391 669 | 100 %    |

| Ethnie     | Membres | Taux    |
| ---------- | ------- | ------- |
| Kazakhs    | 324 016 | 75,7 %  |
| Russes     | 74 240  | 17,34 % |
| Ukrainiens | 11 848  | 2,77 %  |
| Tatars     | 6 746   | 1,58 %  |
| Allemands  | 2 591   | 0,61 %  |
| Coréens    | 1 252   | 0,29 %  |
| autres     | 6 645   | 1,71 %  |
| Total      | 428 024 | 100 %   |

## Histoire
En 1869 les Russes construisirent un fort militaire avec une garnison de 300 hommes nommé Bieli Kholm ( Белый Холм, « la colline blanche ») à l'emplacement actuel de la ville. Les Slaves commencèrent alors à s'installer dans la région, notamment pour cultiver la terre et une ville se développa assez rapidement autour du fort. La population de la ville passa de 2 600 habitants en 1889 à 10 716 habitants en 1909. Au tout début du XXe siècle fut ouverte la ligne de chemin de fer Orenbourg – Tachkent, dont la ville d'Aktioubinsk (nom de la ville à l'époque) constitua un des arrêts. L'ouverture de cette ligne favorisa l'essor économique de la ville. En 1932 la ville devint le chef-lieu administratif de l'oblast d'Aktioubinsk. La proximité de gisements minéraux, notamment de chrome, favorisa l'essor de l'industrie métallurgique, en particulier au cours de la Seconde Guerre mondiale. La ville se développa rapidement à cette époque.
De nombreux exilés déportés ici à l'époque des procès staliniens affluèrent à Aktioubinsk dans les années 1930 (surtout après 1937), puis des évacués des villes européennes d'URSS pendant la Grande Guerre patriotique (1941-1945). L'atmosphère de cette époque est restituée par le film de Sergueï Soloviov, Le Pigeon sauvage, Grand prix du jury de la Mostra de Venise en 1986. Elle prend son nom actuel en 1999.

## Transports
La gare d'Aktioubé offre des liaisons quotidiennes internationales avec Moscou (via Saratov), Bichkek, et Tachkent, et des services nationaux vers Aktaou, Atyraou, Almaty et Astana.
L'aéroport international d'Aktioubé (code AITA : AKX) a des liaisons avec Moscou, Almaty, Astana, Aktaou, Atyraou, Bakou et Erevan.

## Religion
Il existe deux mosquées, deux églises orthodoxes et une petite paroisse catholique dédiée au Bon Pasteur (elle dépend de l'administration apostolique d'Atyraou).

## Galerie

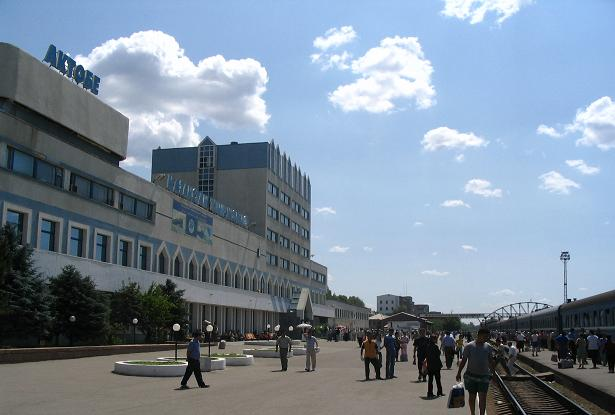
La gare ferroviaire d'Aktioubé.
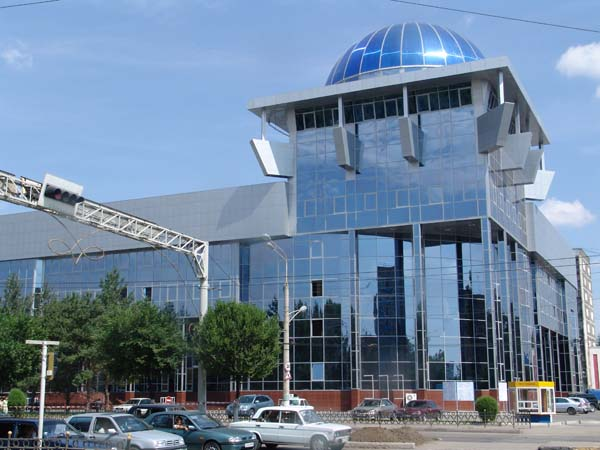
Un bâtiment moderne.
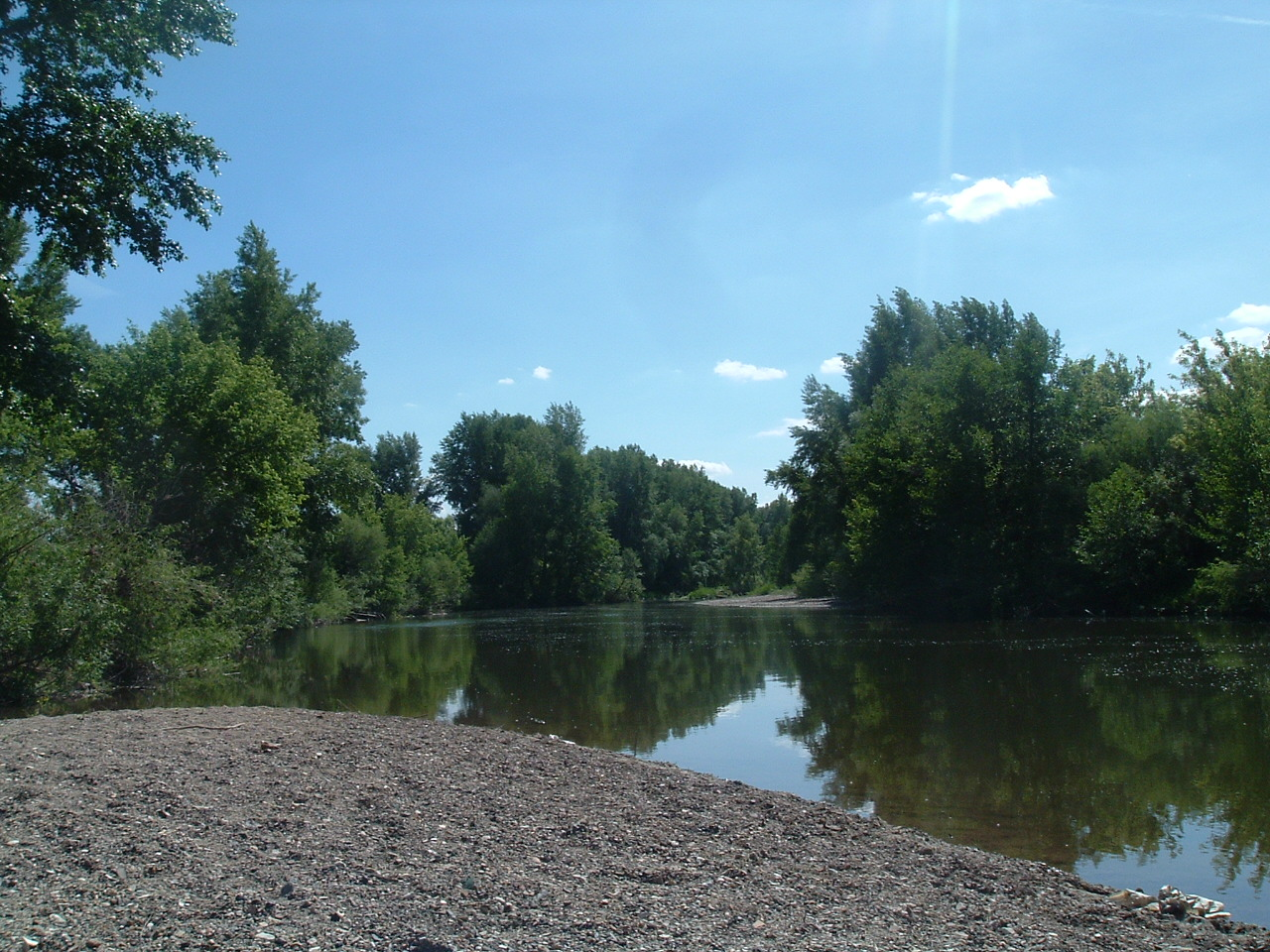
La rivière Kargala.
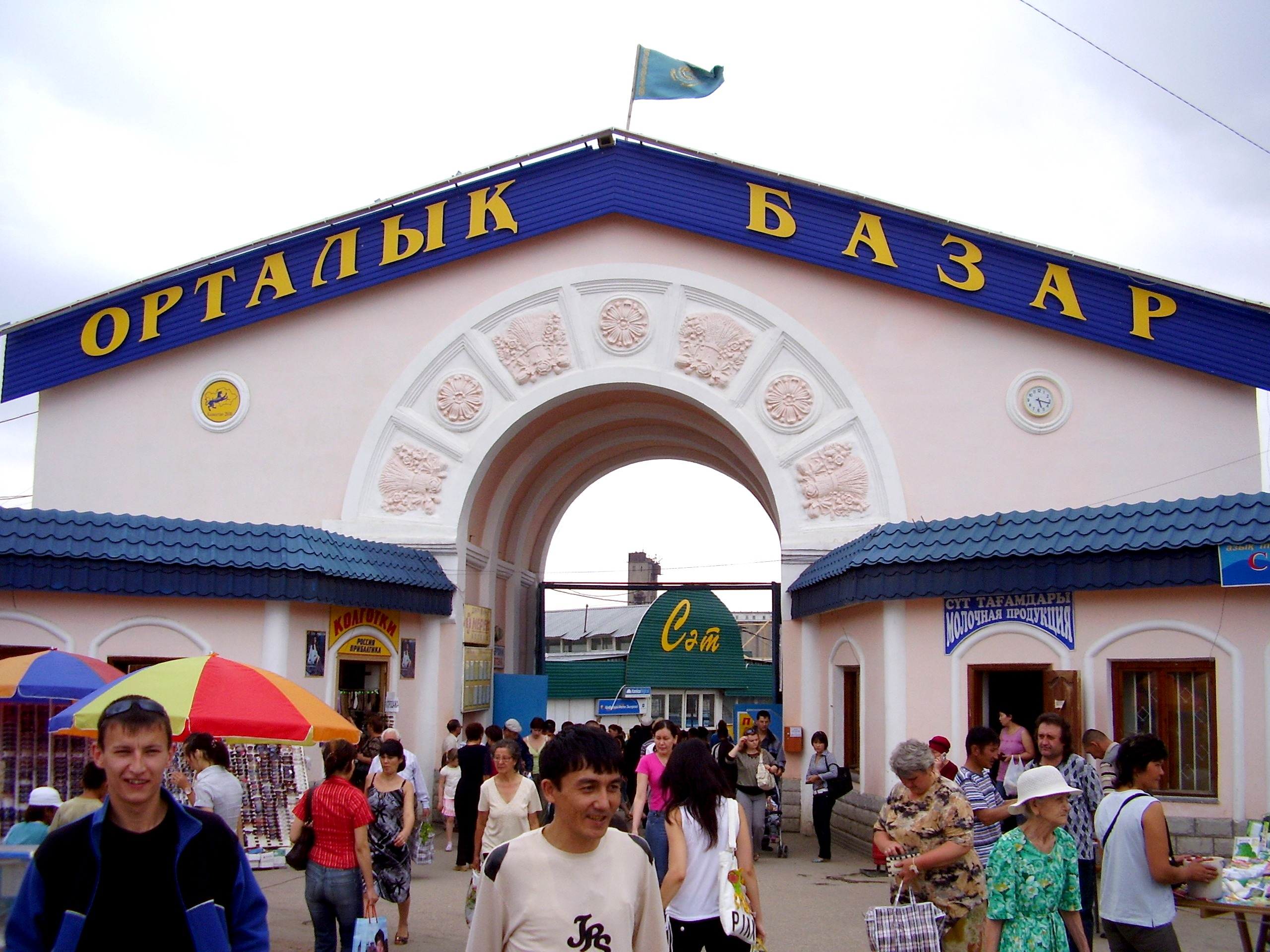
Le marché central d'Aktioubé (ru).
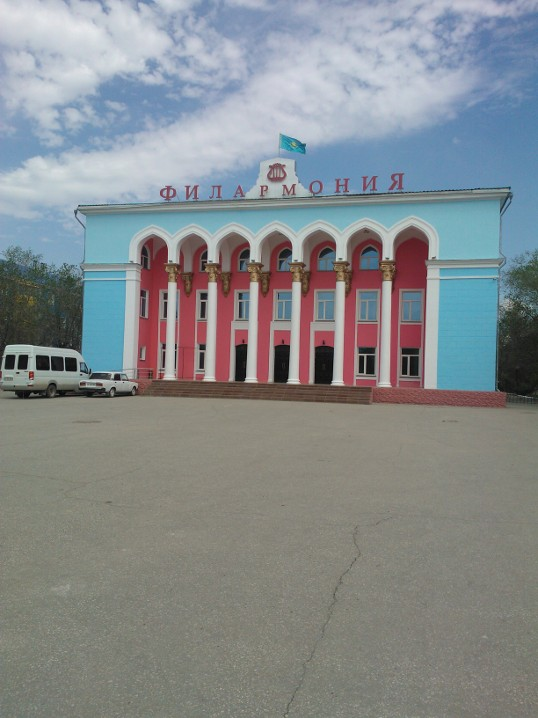
Le philharmonique.
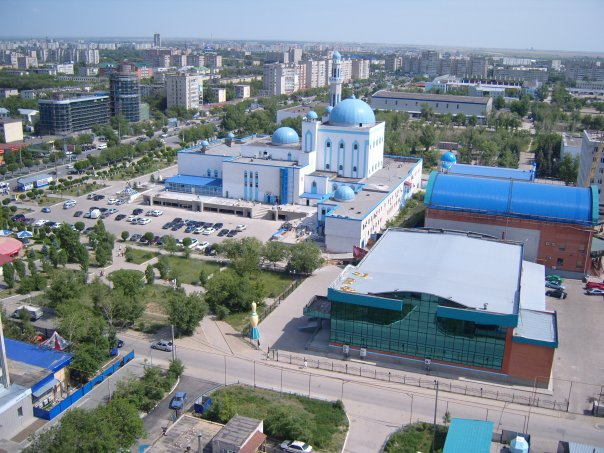
La Mosquée Nourdaoulet (ru).
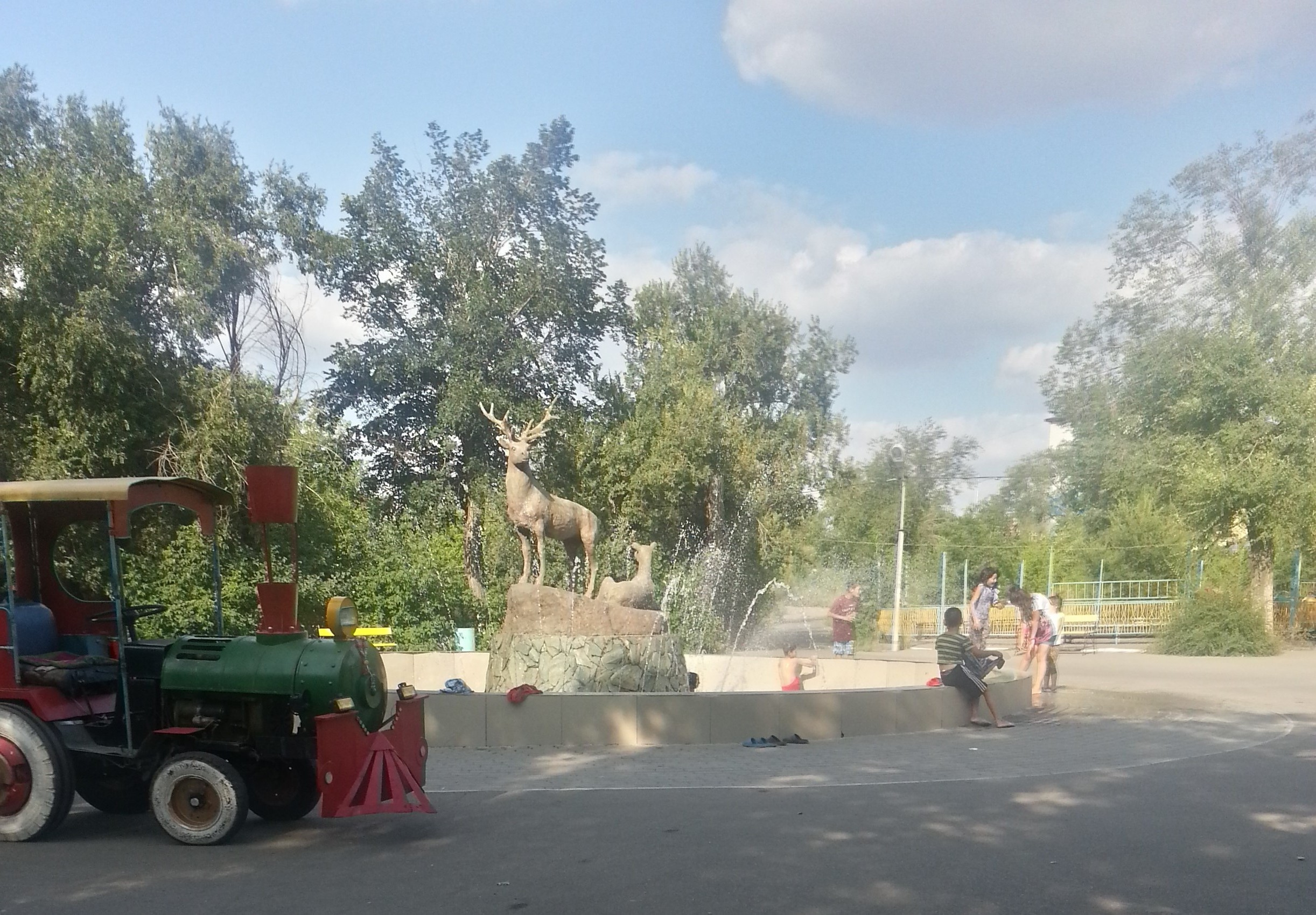
Le parc Pouchkine.

Statue de Lénine, située derrière le philharmonique.
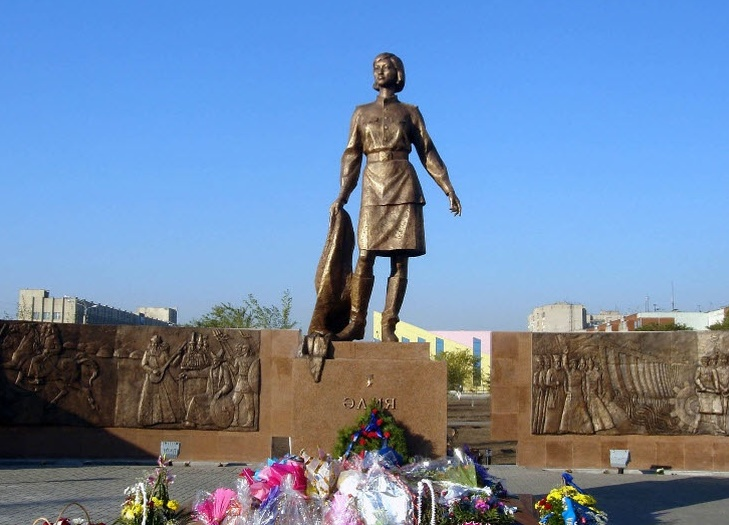
Monument en hommage à Aliya Moldagulova.

## Personnalités liées à la ville
- Rachid Nejmetdinov (1912-1974), joueur d'échecs tatar.
- Adolf Tolkatchev (1927-1986), ingénieur soviétique, arrêté pour espionnage au profit des États-Unis.
- Viktor Patsaïev (1933-1971), cosmonaute soviétique.
- Valeri Liukin (1966-), gymnaste soviétique.
- Sabina Altynbekova (1996-), joueuse kazakhe de volley-ball.
- Dimash Kudaibergen (1994-), chanteur kazakh
- Darya Primak (2002-), dessinatrice kazakh